# Albert Fabà i Llatse
Albert Fabà i Llatse (Tortosa, Baix Ebre, 8 de desembre de 1927 - Amposta, Montsià, 4 d'agost de 2022) era un pintor català.
Va estudiar dibuix a l'antiga Escola del Treball del convent de Sant Joan de Tortosa, per, anys més tard, passar a estudiar a l'Escola de la Llotja. Durant la postguerra va formar dels col·lectius artístics Delta 51 (juntament amb Robert Escoda i Valldepérez o Francesc Todó i Garcia, entre d'altres), i MACLA-65 (juntament amb Frederic Mauri i Pallarès, Ferran Cartes i Yerro o Manuel Pérez Bonfill, entre d'altres. La influència d'aquest últim col·lectiu, caracteritzada per la praxi del realisme crític i la defensa de l'art com a eina de consciència política i transformació social, va ser gran, i es va mantenir en Fabà durant tota la dècada dels anys 70 del segle xx. Amb posterioritat, tota la seva obra vindrà marcada per la recerca de les possibilitats d'expressió artística a través de matèria, treballant amb diferents tècniques i materials, i basculant entre la figuració i l'abstracció.